# Emi Jamagišiová
Emi Jamagišiová (* 22. srpna 1986 Šiodžiri) je bývalá japonská zápasnice – judistka.

## Sportovní kariéra
S judem začínala základní škole v rodném Šiodžiri v 7 letech. Po skončení střední internátní školy Fudžimura v Tokiu v roce 2005 se připravovala v profesionálním judistickém týmu pojišťovny Mitsui Sumitomo Insurance (MSI) pod vedením Hisaši Janagisawy a jeho asistentů. V japonské ženské reprezentaci se pohybovala od roku 2004 v superlehké váze do 48 kg. V japonské nominaci na letní olympijské hry či mistrovství světa však jako trojnásobná vítězka prestižního pařížského turnaje pokaždé neuspěla v konkurenci Rjóko Taniové, Tomoko Fukumiové či Haruně Asamiové. Sportovní kariéru ukončila v roce 2015. Věnuje se trenérské práci.

### Vítězství
- 2005 – 1x světový pohár (Praha)
- 2006 – 1x světový pohár (Varšava)
- 2007 – 1x světový pohár (Vídeň)
- 2008 – 1x světový pohár (Hamburk)
- 2009 – 1x světový pohár (Paříž)
- 2010 – 2x světový pohár (Paříž, Moskva)
- 2011 – 1x světový pohár (Abú Zabí)
- 2013 – 1x světový pohár (Čedžu)
- 2014 – 1x světový pohár (Paříž)

## Výsledky
| Turnaj            | 2007            | 2008            | 2009            | 2010            | 2011            | 2012            | 2013            | 2014            |
| Turnaj            | 21              | 22              | 23              | 24              | 25              | 26              | 27              | 28              |
| Turnaj            | superlehká váha | superlehká váha | superlehká váha | superlehká váha | superlehká váha | superlehká váha | superlehká váha | superlehká váha |
| ----------------- | --------------- | --------------- | --------------- | --------------- | --------------- | --------------- | --------------- | --------------- |
| Olympijské hry    |                 | —               |                 |                 |                 | —               |                 |                 |
| Mistrovství světa | —               |                 | —               | —               | —               |                 | —               | —               |
| Asijské hry       |                 |                 |                 | —               |                 |                 |                 | 2.              |
| Mistrovství Asie  | 1.              | 1.              | —               |                 | —               | —               | —               |                 |